# 新北市立三多國民中學
新北市立三多國民中學，簡稱新北市立三多國中、三多國中，位於臺灣新北市樹林區，屬於一所國民中學。

## 校史沿革
- 2003年8月 獲國防部同意無償撥用光華營區2.81公頃土地，設立國中
- 2004年8月  核定新設校校名為『台北縣立三多國民中學』
- 2004年11月5日 光華營區與3-2道路都市計畫變更案發布實施
- 2004年11月11日 籌備處正式掛牌設立於樹林高中忠孝樓一樓
- 2005年4月2日  核定設校經費4.5億元整
- 2005年6月24日  遴選徐維志建築師團隊為校園整體規劃暨第一期工程設計監造
- 2006年8月      取得綠建築候用證書
- 2006年12月15日 取得第一期工程建築執照
- 2007年5月      物價上揚,招標不順,第一期工程分為前期工程及後續工程
- 2007年8月31日 第一期工程(前期工程)發包
- 2007年10月14日 舉辦工程動土典禮(由李鴻源副縣長主祭)
- 2007年10月17日 工程正式開工
- 2008年7月     核定第一期工程(後續)經費1.6億元整
- 2009年5月5日   第一期工程(前期工程)申報完工
- 2009年6月24日  第一期工程(後續工程)發包
- 2009年6月19日  第一屆新生正式報到
- 2009年7月       第一期工程(前期工程)取得使用執照,第一期工程(後續工程)開工
- 2009年8月31日 開學典禮正式上課
- 2009年11月10日 核定新建校舍第二期工程經費7,536萬元整
- 2009年11月11日 創校校慶暨第一期工程新建校舍落成完工啟用典禮(由蔡家福副縣長主持)
- 2010年3月4日  周錫瑋蒞臨該校督導工程進度事宜
- 2010年3月31日 第一期工程(後續工程)申報完工，第二期工程委託技術服務評選,遴選徐維志建築師團隊為規劃設計監造單位
- 2010年11月9日 獲頒2010年度新北市公共工程品質優質獎
- 2010年12月9日 第二期工程校園規劃設計案通過審查
- 2011年3月8日  更新門牌<新北市立三多國民中學>
- 2011年10月14日 取得第二期工程建照.
- 2011年11月11日 第三屆校慶辦理時空膠囊活動,因雨改在1樓視聽教室,804,810,713代表參加,黃校長居正願早日成立<三多高中>.
- 2011年11月22日 第二期工程第一次開標.

## 歷任校長（至多4年一任）
- 先期籌備：劉武清（2003年）
- 籌備設校、第1,2任：黃居正（2004年－2012年）
- 第3任：林世慶（2012年－2020年）
- 第4任：顏學復（2020年-2024年）
- 第5任：曾尚慧（2024年-）

## 歷任家長會長（至多2年一任）
- 先期籌備：藍進燦（2009年7月7日）
- 第1、2任：藍進燦（2009年－2011年）
- 第3任：余志杰（2011年-2012年）

## 招生學區
（以下皆位於新北市樹林區內；新北市教育局2009年公佈）
- 固定學區：獇寮里、光興里、金寮里、三龍里、三福里、三興里、三多里、圳生里。
- 自由學區：圳民里 圳安里。

## 地理位置
距離樹林火車站直線距離約2公里，和武林國小、興仁花園夜市距離接近。

## 外部連結
- 三多國民中學校網 （页面存档备份，存于）